# Cena Finlandia
Jiné významy: Finlandia (rozcestník)
Cena Finlandia (finsky Finlandia-palkinto), je velmi významné finské literární ocenění. Uděluje se každoročně autorům nejlepších finských románů (do roku 1992 i za jiné žánry). Vedle hlavní ceny za román existuje od roku 1989 i cena Tieto-Finlandia za literaturu faktu a od roku 1997 cena Finlandia Junior za literaturu pro děti a mládež. Se všemi třemi kategoriemi je spojená finanční odměna ve výší 30 000 eur (od 2008; původně 100 000 finských marek a posléze 26 000 eur).
Do roku 2010 mohl cenu obdržet jen finský občan, ale v tomto roce se po nominaci slovensko-finské spisovatelky Alexandry Salmely pravidla změnila. Cena se od té doby uděluje za finský román bez ohledu na národnost autora.

## Nositelé Ceny Finlandia
- 1984 – Erno Paasilinna (Yksinäisyys ja uhma)
- 1985 – Jörn Donner (Far och son)
- 1986 – Sirkka Turkkaová (Tule takaisin, pikku sheba)
- 1987 – Helvi Hämäläinen (Sukupolveni unta)
- 1988 – Gösta Ågren (Jär)
- 1989 – Markku Envall (Samurai nukkuu)

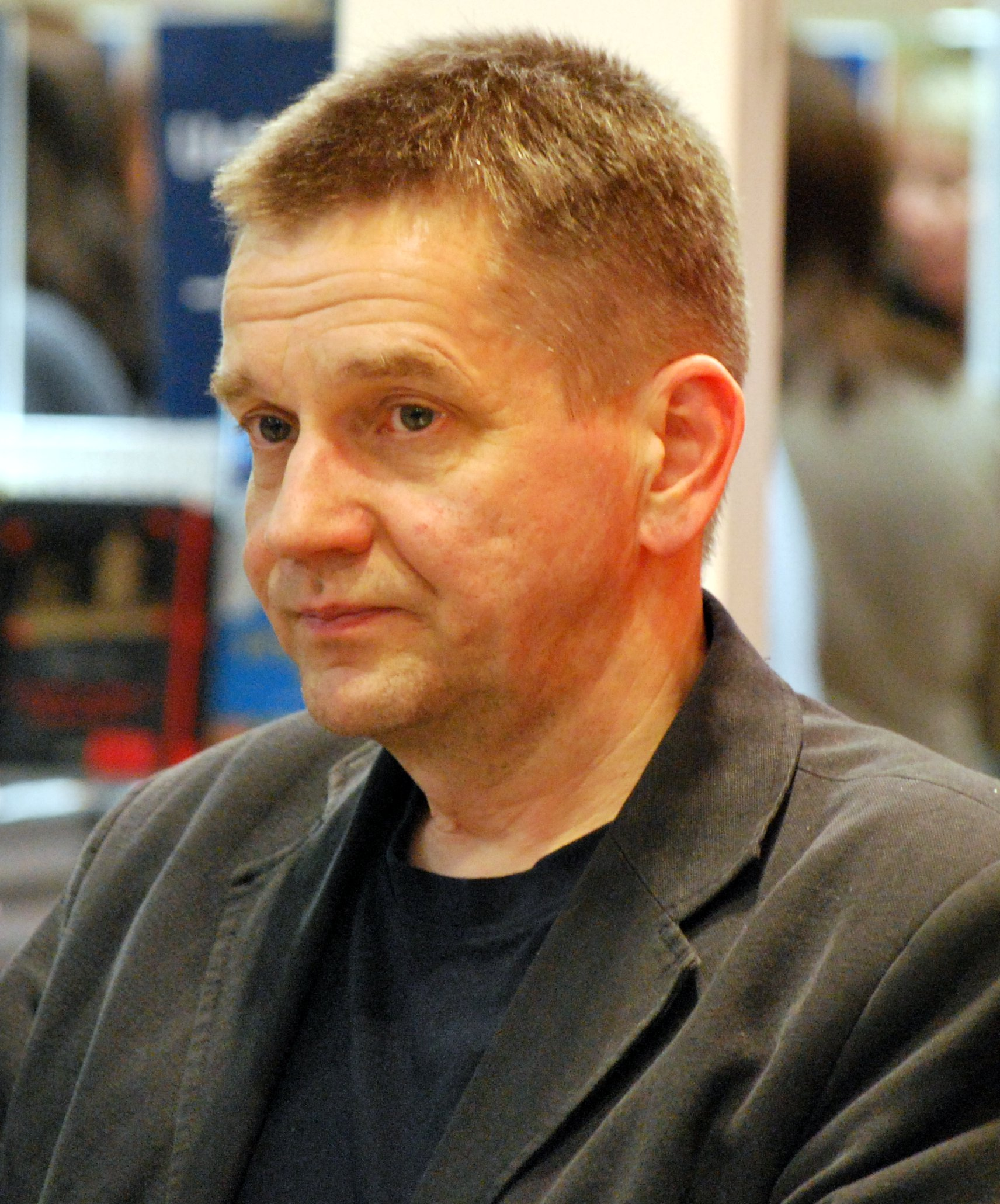
Olli Jalonen

- Olli Jalonen1990 – Olli Jalonen (Isäksi ja tyttäreksi)
- 1991 – Arto Melleri (Elävien kirjoissa)
- 1992 – Leena Krohnová (Matemaattisia olioita tai jaettuja unia)
- 1993 – Bo Carpelan (Urwind/Alkutuuli)
- 1994 – Eeva Joenpeltová (Tuomari Müller, hieno mies)
- 1995 – Hannu Mäkelä (Mestari)
- 1996 – Irja Rane (Naurava neitsyt)
- 1997 – Antti Tuuri (Lakeuden kutsu)
- 1998 – Pentti Holappa (Ystävän muotokuva)
- 1999 – Kristina Carlsonová (Maan ääreen; česky Na konec světa, 2014)
- 2000 – Johanna Sinisalová (Ennen päivän laskua ei voi; česky Ne před slunce západem, 2003)
- 2001 – Hannu Raittila (Canal Grande; česky 2004)
- 2002 – Kari Hotakainen (Juoksuhaudantie; česky Na domácí frontě, 2006)
- 2003 – Pirkko Saisio (Punainen erokirja)

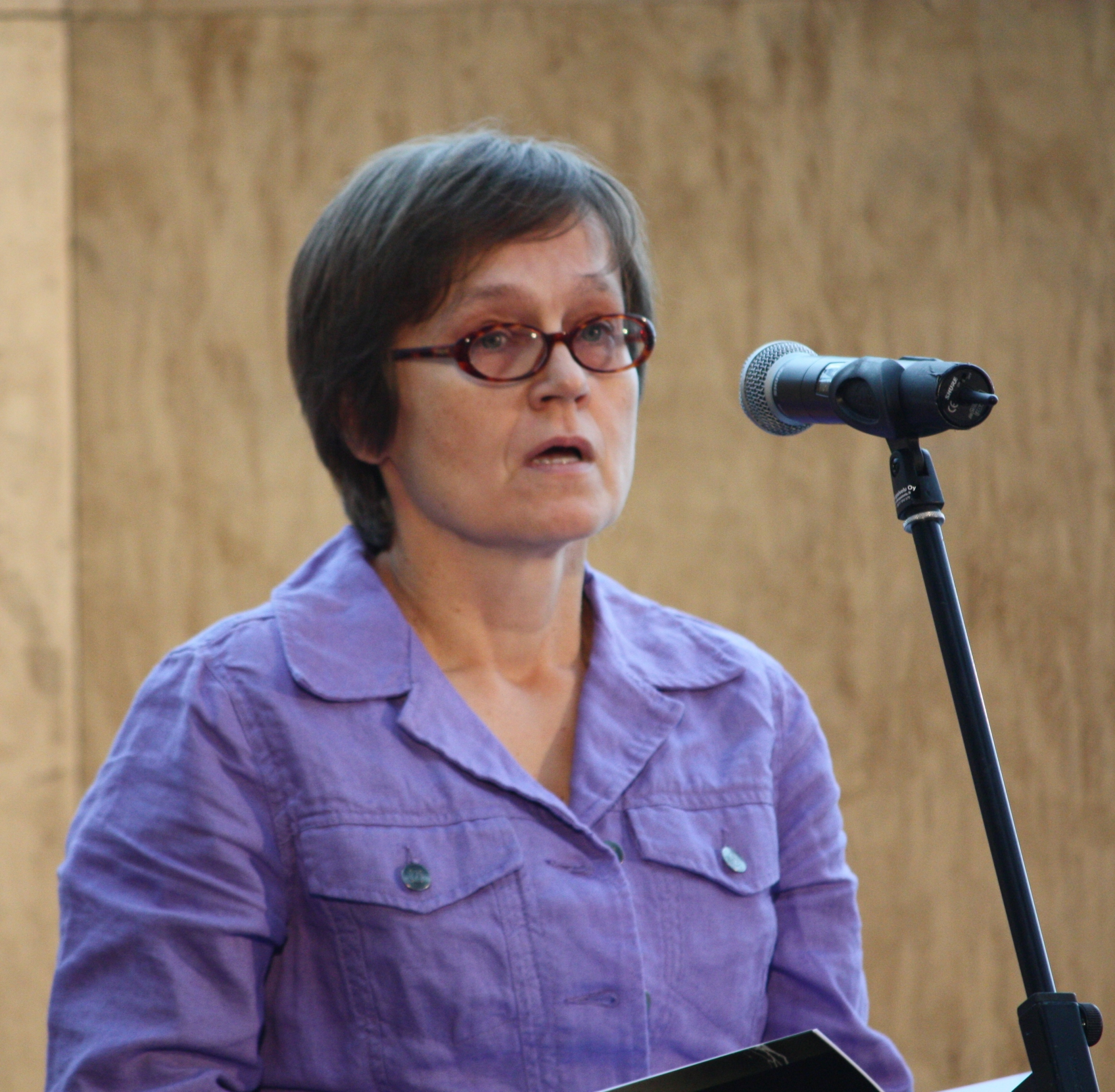
Helena Sinervo

- Helena Sinervo2004 – Helena Sinervová (Runoilijan talossa; česky V domě básnířky, 2018)
- 2005 – Bo Carpelan (Berg)
- 2006 – Kjell Westö (Där vi en gång gått)
- 2007 – Hannu Väisänen (Toiset kengät)
- 2008 – Sofi Oksanenová (Puhdistus; česky Očista, 2010)
- 2009 – Antti Hyry (Uuni)
- 2010 – Mikko Rimminen (Nenäpäivä)
- 2011 – Rosa Liksomová (Hytti nro 6)
- 2012 – Ulla-Lena Lundbergová (Is)
- 2013 – Riika Pelo (Jokapäiväinen elämämme; česky Náš všední život, 2017)
- 2014 – Jussi Valtonen (He eivät tiedä mitä tekevät; česky Oni nevědí, co činí, 2018)
- 2015 – Laura Lindstedt (Oneiron; česky 2017)
- 2016 – Jukka Viikilä (Akvarelleja Engelin kaupungista)
- 2017 – Juha Hurme (Niemi)
- 2018 – Olli Jalonen (Taivaanpallo)
- 2019 –	Pajtim Statovci (Bolla)
- 2020 – Anni Kytömäki (Margarita)